# Playhouse Disney
Playhouse Disney war in Deutschland bisher der erste Fernsehkanal für Kinder im Alter bis zu etwa 7 Jahren.

## Geschichte
Er startete sein Programm am 10. November 2004 im Bezahlfernsehen-Angebot von Vodafone Kabel Deutschland und via Satellit seit dem 13. September 2007 über das Bezahlfernseh-Paket Sky Welt (vormals Premiere Star) und sendete täglich von 6:00 bis 20:00 Uhr. Das Programm sollte sich nach den Bedürfnissen von Vorschulkindern richten und spielerisch die Entwicklung der Kinder fördern. Täglich begleiteten fünf Moderatoren den Alltag der Kinder, in den Shows dreht es sich immer um ein Thema wie z. B. Tiere, Pflanzen oder die Nahrung des Menschen. Nebenbei wurde auch gekocht und gesungen. Das Programm war gewalt- und werbefrei. Playhouse Disney gab es außer in Deutschland auch in Großbritannien, in den USA und in Frankreich. Die Sendelizenz wurde von The Walt Disney Company beantragt und von der Bayerischen Landeszentrale für neue Medien im Oktober 2004 erteilt.
Am 18. April 2011 wurde bekannt, dass Playhouse Disney, nun auch in Deutschland, durch Disney Junior ersetzt werden wird. Die Umstellung, die bereits Anfang Februar 2011 in den USA ihren Anfang nahm, wurde in Deutschland am 14. Juli 2011 vollzogen. Vom 7. Juli bis zum Sendeschluss, lief ein Countdown der den Sendestart von Disney Junior angezeigt hat. Am 14. Juli 2011 um 13.30 Uhr wurde das Playhouse Disney durch Disney Junior ersetzt. Die letzte im Playhouse Disney gesendete Sendung war Micky Maus Wunderhaus: Mickys Weltraumabenteuer. Die erste Sendung auf Disney Junior war Jake und die Nimmerland-Piraten.

## Serien
Zu den Serien, die auf Playhouse Disney liefen, gehören unter anderem:
- Neue Abenteuer mit Winnie Puuh USA 1988–1991
- Stanley USA 2001–2005
- Chip und Chap – Die Ritter des Rechts USA 1989–1990
- PB&J Otter – Die Rasselbande vom Hoohaw-See USA 1998–2000
- Jojos Zirkus USA 2003–2007
- Higglystadt Helden USA 2004–2008
- Disneys Meine Freunde Tigger und Puuh USA 2007–2010
- Meister Mannys Werkzeugkiste USA 2006–2012
- Disney's Micky Maus Wunderhaus USA 2006–2016
- Disneys kleine Einsteins USA 2005–2009
- Winnie Puuh’s Bilderbuch USA 2001–2002
- Der Bär im großen blauen Haus 1996–2006
- 101 Dalmatiner USA 1997–1998
- Disneys Gummibärenbande USA 1985–1991
- Bunnytown (als Disneys Hoppelhausen) USA/GB 2007–2008
- Johnny und die Sprites USA 2005
- Happy Monster Band USA 2007
- 3. & Vogel
- Angelina Ballerina
- Angelina Ballerina: Die nächsten Schritte
- Archibald der Koala
- Babar und die Abenteuer von Badou
- Barney & Freunde
- Bert und Ernies große Abenteuer
- Groß Klein
- Bob der Baumeister
- Boohbah
- Die Glücksbärchen
- Die Glücksbärchen: Willkommen bei Care-a-Lot
- Chuggington
- Clifford, der große rote Hund
- Elmo das Musical
- Elmos Welt
- Feuerwehrmann Sam
- Franklin
- Franklin und Freunde
- Die Hoobs
- Im Nachtgarten...
- Jay Jay, das Düsenflugzeug
- Jellabies
- Kipper
- Die Koala-Brüder
- Lalaloopsie
- Kleiner Bär
- Maggie und das wilde Biest
- Maisy
- Miffy und Freunde
- Miss Spiders Sunny Patch Friends
- Nouky & Freunde
- Sesamstraße
- Oswald
- Für die ganze Familie:Pingu
- Spiel mit mir, Sesamstraße
- Pocoyo E/GB 2005–2009, 2010-heute
- Let's Go Pocoyo E/GB 2009–2010
- Postbote Pat
- Roary das Rennauto
- Rolie Polie Olie
- Rubbadubbers
- Emily Erdbeer
- Teletubbies
- Thomas & Freunde
- Timmy Zeit
- Wow! Wow! Wubbzy!
- Yo Gabba Gabba!
- Caillou
- Harry und sein Eimer voller Dinos

## Shows
Die Moderatoren der Shows waren Anke Kortemeier und Olivier Schierholz. Die Bastelecke moderierte Thomas Sauermann.

## Schwestersender
- Disney Channel
- Toon Disney
- Disney Junior
- Disney XD
- Disney Cinemagic

## Belege
1. ↑  digitalfernsehen.de: Am 14. Juli 2011 wurde aus Playhouse Disney Disney Junior